# James Leslie Mayne Amissah
James Leslie Mayne Amissah fue un diplomático ghanés.
- Comenzó su carrera como secretario adjunto del Ministerio de Asuntos Exteriores.
- Fue empleado en Freetown (Sierra Leona).
- Fue presente en las históricas sesiones plenarias de la naciente Organización para la Unidad Africana en Addis Abeba (Etiopía).
- Fue empleado en Egipto y Ottawa (Canadá).
- Se desempeñó en cargos como Jefe de Protocolo, Oficina de Asuntos Económicos Director General.
- De 1972 a 1974 fue consejero de misión ante la Oficina de la Organización de las Naciones Unidas en Ginebra.
- En 1980 fue embajador en Bonn.
- De junio de 1985 a 1993 fue embajador en Tokio con coacrediciónes en Seúl y Yakarta.
- En esta asignación le convirtió en el embajador de África que sirvió el más largo o sea el decano de los embajadores africanos en Japón.
- De 1993 a 2000 fue secretario de Jerry Rawlings.
- En 2006 estaba decorado compañero del Order of the Volta.[1]